# Toșkivka
Toșkivka (în ucraineană Тошківка) este o așezare de tip urban din raionul Popasna, regiunea Luhansk, Ucraina. În afara localității principale, nu cuprinde și alte sate.
Localitatea a aparținut orașului regional Pervomaisk până în 2014, când a fost transferată raionului Popasna.

## Demografie
Componența lingvistică a așezării de tip urban Toșkivka
     Ucraineană (83,05%)
     Rusă (16,39%)
     Alte limbi (0,31%)
Conform recensământului din 2001, majoritatea populației așezării de tip urban Toșkivka era vorbitoare de ucraineană (83,05%), existând în minoritate și vorbitori de rusă (16,39%).